# Ligature ié-a (alphabet cyrillique)
La ligature ié-a (minuscule : ) est une lettre de l'alphabet cyrillique qui a été utilisée en roumain écrit avec l’alphabet cyrillique roumain au XIXe siècle.

## Utilisation

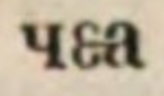
Le mot ‹ чеа › dans le Noul Testament al Domnului publié en 1838.
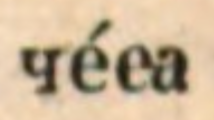
Le mot ‹ че́еа › dans un livre de 1840.

La ligature ié-a a été utilisée comme alternative à la lettre yat ‹ ѣ › dans l’alphabet cyrillique roumain du XIXe siècle par certains auteurs. Elle a aussi parfois la forme  dans les documents utilisant la forme ԑ de la lettre ié ‹ е ›.

## Représentation informatique
Cette lettre n’a pas été codée dans une norme informatique et n’a pas de représentation dans Unicode.

## Sources
- (de) Theoktist Blażewicz, Theoretisch-practische Grammatik der dacoromanischen, Lemberg, Eduard Miniarz, 1844 (lire en ligne)